# クラスナヤ・ズヴェズダ (新聞)
クラスナヤ・ズヴェズダ（ロシア語: Красная звезда クラースナヤ・ズヴェズダー）は、ロシア連邦国防省の日刊機関紙。クラスナヤ・ズヴェズダの原義は「赤い星」「赤星」である。かつてはソ連邦国防省の機関紙であった。

## 歴史
クラスナヤ・ズヴェズダ紙は1923年11月29日、ロシア共産党（ボリシェヴィキ）中央委員会政治局の決定に基づいて、軍事を担当するソ連邦国防人民委員部（ソビエト連邦国防省の前身）の主要機関紙として創設された。
創刊号は1924年1月1日に発行された。大祖国戦争の間に、クラスナヤ・ズヴェズダ紙は主要な国民紙の一つになった。編集局では（かつて）ミハイル・ショーロホフ、アレクセイ・ニコラエヴィッチ・トルストイ、フセヴォロド・ビシュネフスキー、コンスタンチン・シモノフ、アンドレイ・プラトーノフ、ヴァシリー・グロスマンの様な著名な作家・評論家たちが働いていた。
1992年春、ロシア連邦国防省の発足に伴いその主要機関紙になった。
1992年6月30日軍当局が創設した全ロシア印刷出版物としてロシア連邦出版報道省（ロシア語: Министерстве печати информации РФ）に登録された。
1998年8月以来、編集長はニコライ・ニコラエヴィチ・エフィモフ（ロシア語: Николай Николаевич Ефимов）が務めている。
2018年1月1日、ロシア国防省は新たな軍事報道団体として連邦国家予算機構（FGBU）クラスナヤ・ズヴェズダ編集出版センターを設立し、クラスナヤ・ズヴェズダと雑誌が含まれるようになった。
新設されたFGBUのトップは、ロシア国防省の地域情報出版センター長だったアレクサンドル・ニコラエヴィチ・マルコフ元大佐。同時に、ニコライ・エフィモフ大佐は、クラスナヤ・ズベズダ紙の編集長の座にとどまった。
新聞のモットーは「ロシアよ、われわれはあなたを救う！」。

### 栄典
- 赤星勲章（1933年）
- 赤旗勲章（1945年）
- レーニン勲章（1965年）
- 十月革命勲章（1974年）

## 発行状況
クラスナヤ・ズヴェズダ紙は週5回発行される。火、木、土曜はA2判4ページ、金曜がA3判24ページ、水曜がA2判8ページ。
加えて4軍管区（西部、南部、中央、および東部）と2艦隊（北方艦隊と太平洋艦隊）の新聞として4ページの地域タブロイド版が土曜日に発行される。
クラスナヤ・ズヴェズダ紙はモスクワ（クラスナヤ・ズヴェズダ印刷会社）、ロシア7都市（ウラジオストク、エカテリンブルク、カリーニングラード、ミネラリヌィエ・ヴォドィ、ノボシビルスク、サンクト・ペテルブルク、ハバロフスク）、およびクリミア半島（国際的にはウクライナ領と認識されているが、2014年よりロシアが実効統治している地域）のセヴァストポリで印刷されている。

## 脚  注
1. ↑  ロシア語で「赤い」を意味する形容詞クラースヌィー (красный) の女性形単数クラースナヤ (красная) と「星」を意味する女性名詞ズヴェズダー (звезда) が組み合わさったもの。
2. ↑  ソビエト連邦共産党の前身。ロシア語では Российская коммунистическая партия (большевиков)。
3. ↑  機関紙「赤い星」発刊について（2022年8月10日現在、「Connection denied by IP2Location Country Blocker」としてアクセスを拒否される。ウクライナ戦争のためか？）
4. ↑  ロシア語: вкладок
5. ↑  OAO Красная звезда。OAOはОткрытое Акционерное Общество 公開株式会社の略。サイト